# Idioma shoshoni
El shoshoni es una lengua utoazteca septentrional del grupo númico hablada por casi 3000 personas (principios del siglo XXI) de etnia shoshón en Gran Cuenca en el oeste de América del Norte. Los hablantes de shoshoni ocupan actualmente áreas de Wyoming, Utah, Nevada, Idaho y Montana. El número de hablantes ha ido disminuyendo progresivamente en las últimas décadas, por lo que aunque están censados casi tres mil hablantes sólo unos pocos centenares hablan la lengua con fluidez.

## Clasificación
El shoshoni constituye el miembro más septentrional de la familia utoazteca. Esta familia incluye una treintena de lenguas que originalmente poblaron una extensa región desde el río Salmón en centro de Idaho hasta El Salvador como límite sur. Las variantes de shoshoni pertenecen al grupo númico. Este término deriva de la forma conganada, presente en todas las lenguas númicas, para referirse a 'persona'. Así los shoshoni se denominan neme, los timbisha nümü y los paiutes meridionales nuwuvi.

### Variantes
Los principales dialectos del shoshoni son el shosoni occidental (Nevada, Gosiute en Utah occidental, el shoshoni septentrional en el sur de Idaho y norte de Utah y el shoshoni oriental en Wyoming.

## Descripción gramatical

### Fonología
El inventario consonántico del shoshoni es muy similar al encontrado en otras lenguas númicas:
|           | Bilabial | Coronal | Palatal | Velar | Labio- velar | Glotal |
| --------- | -------- | ------- | ------- | ----- | ------------ | ------ |
| Oclusiva  | p        | t       |         | k     | kʷ           | ʔ      |
| Africada  |          | ts      |         |       |              |        |
| Fricativa |          | s       |         |       |              | h      |
| Nasal     | m        | n       |         |       |              |        |
| Semivocal |          |         | j       |       | w            |        |
En cuanto a las vocales, el shoshoni tiene un inventorio típicamente númico formado por cinco vocales. Además posee diptongos, siendo el más común de ellos /ai/, cuya articulación oscila entre [aj] y [e], aunque en ciertos morfemas se articula regularmente como [ai] y en otros se articula siempre como [e]. Las vocales breves están comúnmente ensordecidas en posición final átona si preceden a /h/.
|          | anterior | posterior no redond. | posterior redond. |
| -------- | -------- | -------------------- | ----------------- |
| Cerrada  | i        | ɨ                    | u                 |
| Abierta  |          | a                    | o                 |
| Diptongo | ai       |                      |                   |

### Gramática
El shoshoni es una lengua aglutinante, en la que las palabras, particularmente los verbos tienden a tener una estructura compleja formada por una larga serie de morfemas concatenados.

## Escritura
Actualmente existen dos convenciones ortográficas para escribir la lengua. La convención más antigua es el sistema de Crum-Miller usado en Miller (1972), Crum & Dayley (1993, 1997) y Crum, Crum, & Dayley (2001) El otro sistema es el de la Universidad del Estado de Idaho que es usado en Gould & Loether (2002).  Este último tiene una base más fonética mientras que el de Crum-Miller tiene una base más fonológica. Ambos sistemas usan la «e» para representar la vocal ɨ.